# Macrocentrus chui
Macrocentrus chui är en stekelart som beskrevs av Lou och He 2000. Macrocentrus chui ingår i släktet Macrocentrus och familjen bracksteklar. Inga underarter finns listade i Catalogue of Life.